# لوئیس لارئا آلبا
لوئیس آلبرتو لارِئا آلبا (به اسپانیایی: Luis Larrea Alba) (زادهٔ ۲۵ اکتبر ۱۸۹۴ – درگذشته ۱۷ آوریل ۱۹۷۹) یک سیاستمدار اهل اکوادور و برای مدت کوتاهی رئیس جمهور این کشور بود.